# Bertoldo IV de Zähringen
Bertoldo IV de Zähringen (c. 1125-8 de diciembre de 1186) fue duque de Zähringen, miembro de la casa homónima y rector de Borgoña. Fundó numerosas ciudades, entre ellas Friburgo.

## Biografía

Territorios de la moderna Suiza en torno al año 1200. Las zonas verdes son las que señorearon los duques de Zähringen.

Era hijo del duque Conrado I de Zähringen y de Clemencia de Luxemburgo-Namur. Sucedió a su padre como duque de Zähringen en 1152. También reclamó el título de duque de Borgoña, que había acordado que Federico I Barbarroja le otorgase tras conquistar juntos los territorios de la Cisjuranria («franceses») de Borgoña y haberlo ayudado también en su campaña italiana del 1152. Sin embargo, la conquista de Borgoña fracasó y en 1156 el emperador Federico Barbarroja se casó con Beatriz, la hija del último conde de Borgoña de la Casa de Ivrea. Esto frustró las ambiciones de Bertoldo, al que se compensó con el título de rector de Borgoña y señor de los territorios de la Transjurania («suizos») borgoñona (Ginebra, Lausana y Sion).
La rivalidad con el duque Federico IV de la vecina Suabia lo llevó a luchar al lado de Güelfo VI en la guerra de Tubinga (1164-1166). Obtuvo Zúrich en 1173.
Una entrada en el necrología de la Abadía de St. Peter en la Selva Negra reza: Berchtoldus 4. dux de Zaeringen, offcium cum 5 candelis. Depositio Iohannis Tüfer abbatis («Bertoldo IV, duque de Zähringen donó cinco velas en memoria de Juan el Bautista»).

## Matrimonios y descendencia
Bertoldo IV estuvo casado con Eduvigis de Friburgo, con quien tuvo tres hijos:
- Bertoldo V, el último duque de Zähringen.[1] Tras su muerte, los condados de Kyburg y Urach obtuvieron las posesiones de los Zähringen.
- Inés, que se casó con el conde Egino IV de Urach. Según la necrología de la Abadía de Tennenbach, fue hija de Bertoldo V.[4]
- Ana, que se casó con el conde Ulrico III de Kyburg.